# Radosław Orchowicz
Radosław Orchowicz (Wysoka, 21 de janeiro de 1970) é um prelado católico romano polonês, doutor em ciências teológicas, bispo auxiliar de Gniezno desde 2022.

## Biografia
Ele nasceu em 21 de janeiro de 1970 em Wysoka. Ele foi educado na Escola Secundária de Łobżenica. Nos anos 1988-1994 completou a formação no Seminário Maior Primaz de Gniezno . Em 21 de maio de 1994, foi ordenado sacerdote pelo Arcebispo Metropolitano de Gniezno, Henryk Muszyński . Nos anos 1998-2002 aprofundou a sua formação na Pós-Graduação em Teologia da Faculdade de Teologia da Universidade Adam Mickiewicz em Poznań. Lá em 2009 com base na dissertação A Divina Providência para com o Homem na perspectiva de S. Basílio, o Grande , escrito sob a supervisão do Pe. prof. Bogdan Częsza , obteve doutorado em ciências teológicas .
Nos anos 1994-1999 trabalhou como vigário na paróquia da Santíssima Trindade em Strzelno, e nos anos 1999-2003 na paróquia de St. Wawrzyniec em Gniezno. De 2003 a 2011 foi pároco diocesano de jovens e funcionário do departamento de catequese da cúria metropolitana de Gniezno. Em 2011 foi nomeado pároco de S. José, Esposo da Bem-Aventurada Virgem Maria em Inowrocław. Ele assumiu as funções de capelão da penitenciária de Inowrocław e vice-reitor do reitor de Inowrocław II. Tornou-se também inspetor de catequese e membro do conselho de programa do estudo pastoral arquidiocesano para sacerdotes e do conselho econômico do seminário teológico.
Em 26 de janeiro de 2022, o Papa Francisco nomeou-o bispo auxiliar da Arquidiocese de Gniezno com a sé titular de Surista. Foi ordenado bispo em 19 de março de 2022 na Arquicatedral de Gniezno . O principal consagrador foi o Arcebispo Metropolitano de Gniezno, Wojciech Polak, e os co-consagradores foram o Arcebispo Salvatore Pennacchio, núncio apostólico na Polônia, e Krzysztof Wętkowski, bispo diocesano de Włocławek . Como lema do bispo, adotou as palavras “Alegrai-vos no Senhor”, da Carta aos Filipenses (Fl 4,4). Em 2022, foi nomeado vigário geral da arquidiocese e ex officio tornou-se membro do conselho sacerdotal , sendo também nomeado membro do colégio de consultores e vice-presidente do departamento de pessoal da cúria de Gniezno. No mesmo ano, tornou -se cônego geral do Capítulo do Primaz , no qual assumiu o cargo de reitor.
Nas estruturas da Conferência Episcopal Polaca em 2022, tornou-se membro do Conselho de Pastoral Juvenil.